# فرانك باول (رسام)
فرانك باول (بالإنجليزية: Frank R. Paul)‏ (و. 1884 – 1963 م) هو رسام توضيحي من الولايات المتحدة، والنمسا، ولد في فيينا، توفي عن عمر يناهز 79 عاماً.